# Ефект негативності
Ефект негативності — в психології, це тенденція людей при оцінці причин поведінки людини, яка їм не подобається, приписувати їх позитивну поведінку впливу середовища (ситуації), а негативну — внутрішній природі цієї людини. Ефект негативності є зворотнім до ефекту позитивності, який виникає при оцінці людиною поведінки особи, яка подобається. Обидва ефекти є упередженнями атрибуції. Ефект негативності відіграє значну роль у формуванні фундаментальної помилки атрибуції.
Термін ефект негативності також позначає тенденцію людей надавати більше ваги  для негативної інформації про людей, аніж для позитивної з аналогічним рівнем впливу та ймовірності.

## Дослідження та приклади
- Ефект негативності і вік. Дослідження показали, що ефект негативності досить сильно виражений у молодих людей (особливо підлітків), а от у старших людей його вираженість менше, а ефект позитивності статистично більш присутній[3];
- Ефект негативності у політиці. Дослідження вказують на те, що при формуванні вражень про інших людей негативна інформація має більше ваги, ніж позитивна[1]. В політології існують емпіричні докази, що вказують на важливість ефекту негативності при обробці інформації виборцями. Зокрема, цей ефект може пояснити падіння популярності політиків при владі (особливо президентів), пропорційне часу, протягом якого вони залишаються на посаді.